# Geldrop-Mierlo

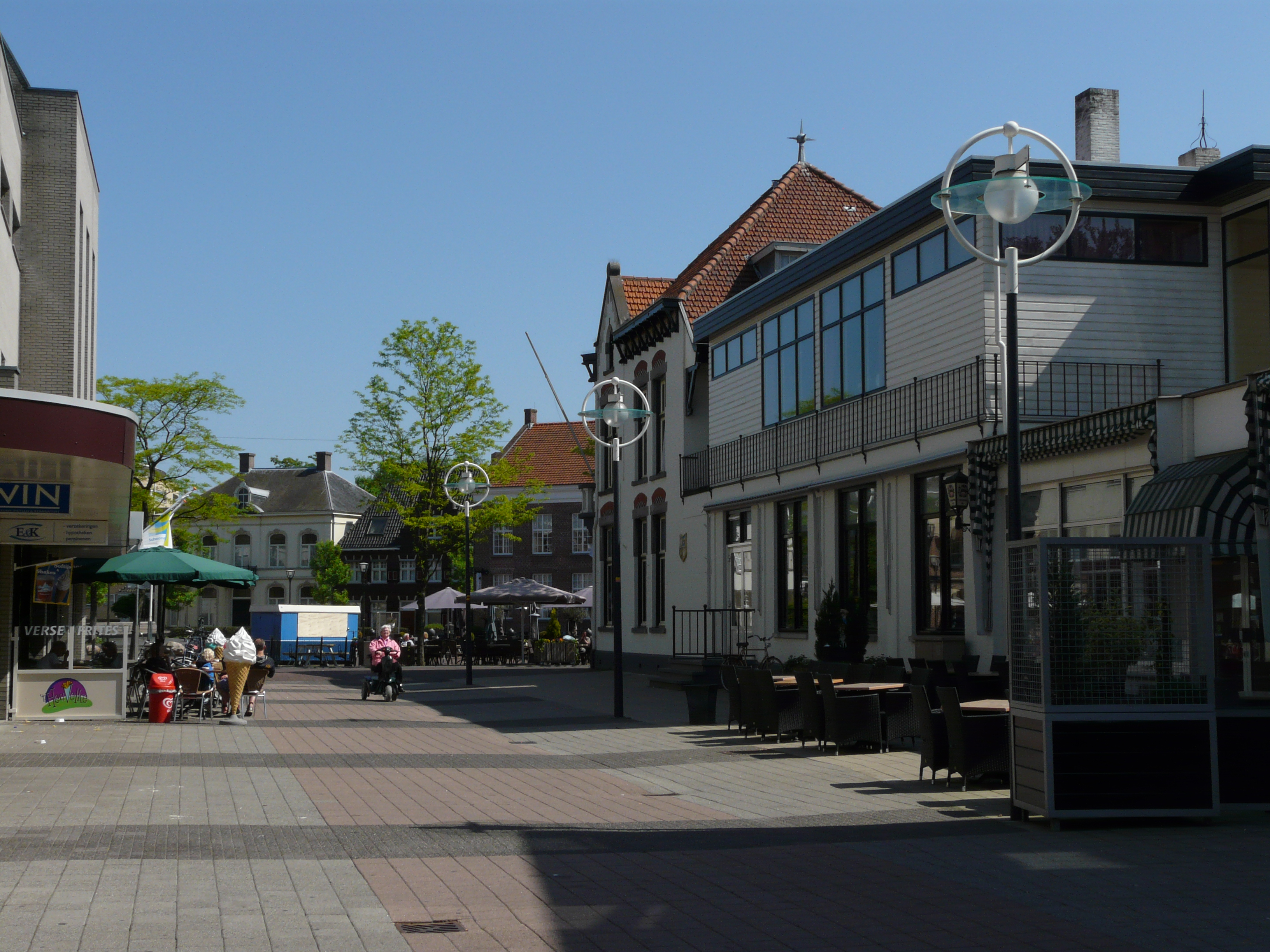
Geldrop centrum.

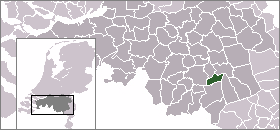
Geldrop-Mierlos läge

Geldrop-Mierlo är en kommun i södra Nederländerna, belägen i Noord-Brabant. Kommunen grundades genom en sammanslagning av de två tidigare Geldrop och Mierlo.

## Geografi
Geldrop-Mierlo har 38 653 invånare (februari 2012). Kommunen täcker en area på 31,39 km² (varav 0,33 km² är vatten). De två orterna Geldrop och Mierlo var tidigare delade, men blev sammanfogade efter hot från Helmond som övervägde att överta Mierlo.

## Personligheter
- Dires van Agt (född i Geldrop), tidigare premiärminister
- Pieter van den Hoogenband (uppväxt i Geldrop), simmare
- Lévi Weemoedt (född i Geldrop), poet